# 哈約克 (特諾皮爾州)
49°28′31″N 24°55′24″E / 49.47528°N 24.92333°E
哈約克（烏克蘭語：Гайок）是位於烏克蘭西南部的村莊，由泰爾諾皮爾州泰爾諾皮爾區的納拉伊夫市鎮負責管轄。該村始建於1578年，面積1.98平方公里，2014年人口1,045，人口密度每平方公里581.8人。